# Hoshina Takeo
Hoshina Takeo (japanisch 保科 武雄; * 12. Oktober 1906 in Takada (heute: Jōetsu) als Yazawa Takeo (矢沢 武雄); † 7. Oktober 1983) war ein japanischer Skilangläufer.
Yazawa-Hoshina wurde als Schüler der Oberschule Takada im Jahr 1924 japanischer Meister über 4 km und im folgenden Jahr als Student der Waseda-Universität über 10 km und mit der Staffel. Bei den Olympischen Winterspielen 1928 in St. Moritz errang er den 27. Platz über 18 km und bei den Olympischen Winterspielen 1932 in Lake Placid den 27. Platz über 18 km. Nach seiner Karriere als Skilangläufer wurde er Direktor des japanischen Skiverbandes und Vorsitzender des Skiverbandes der Präfektur Niigata.